# Strängnäs stad
Denna artikel handlar om den tidigare kommunen Strängnäs stad. För orten se Strängnäs, för dagens kommun, se Strängnäs kommun.
Strängnäs stad var en stad och kommun i Södermanlands län. 

## Administrativ historik
År 1120 omnämns Strängnäs i Florensdokumentet och för första gången som biskopssäte. På 1260-talet startades ett dominikankloster i staden. På 1280-talet togs den första domkyrkan i sten i bruk. Stadsrättigheter har Strängnäs innehaft sedan år 1336 (det år de första kända stadsrättigheterna för Strängnäs är nämnda).
Staden blev en egen kommun, enligt Förordning om kommunalstyrelse i stad (SFS 1862:14) från och med den 1 januari 1863, då Sveriges kommunsystem infördes. 1950 inkorporerades fastlandsdelen av Strängnäs landskommun. 1971 gick staden upp i den då nybildade Strängnäs kommun.
Den egna jurisdiktionen med magistrat och rådhusrätt upphörde 1947, då staden lades under landsrätt i Livgedingets domsaga och tingslaget Åkers och Selebo tingslag - från 1948 i Livgedingets domsagas tingslag.
Staden tillhörde till 1966 Strängnäs stadsförsamling, därefter till Strängnäs domkyrkoförsamling.

### Sockenkod
För registrerade fornfynd med mera så återfinns staden inom ett område definierat av sockenkod 0370 som motsvarar den omfattning staden hade kring 1950 och inkluderade då även fastlandsdelen av Strängnäs socken.

## Stadsvapnet
Blasonering: I fält av guld S:t Petrus och S:t Paulus, sida vid sida, klädda i röd klädnad och grön mantel, med nimbus av silver och blå nyckel och svärd
Strängnäs stifts skyddshelgon har förekommit i Strängnäs stads sigill sedan medeltiden. Det första kända tillfället då emblemet dyker upp, var som ett sigill på ett pergamentbrev år 1337. Sigillet fastställdes som stadsvapen av Kungl. Maj:t år 1937. 
Kommunens vapen är från 1975 och skiljer sig från den tidigare blasoneringen på så sätt att hudens färg numera bestämts till silver samt att hår och skägg fått en blå färg, något som tidigare varit utelämnat i blasoneringen. Dessutom var också mantlarna gröna tidigare. Kommunen lät registrera vapnet med denna nya blasonering hos PRV 1977.

## Geografi
Strängnäs stad omfattade den 1 januari 1952 en areal av 56,50 km², varav 56,22 km² land. Efter nymätningar och arealberäkningar färdiga den 1 januari 1961 omfattade staden samma datum en areal av 57,15 km², varav 57,07 km² land.

### Tätorter i staden 1960
I Strängnäs stad fanns tätorten Strängnäs, som hade 7 632 invånare den 1 november 1960. Tätortsgraden i staden var då 92,1 procent.

## Politik

### Mandatfördelning i kommunalvalen 1919-1966
| 8 | 5 | 12 |

| 22 |

| 7 | 5 | 13 |

| 23 |

| 6 | 5 | 14 |

| 23 |

| 8 | 3 | 14 |

| 24 |

| 9 |  |  | 14 |

| 24 |

| 10 | 4 | 11 |

| 23 |

| 12 | 4 | 9 |

| 22 |

| 13 | 4 | 8 |

| 22 |

| 12 |  | 5 | 7 |

| 22 |

| 14 |  | 9 | 6 |

| 27 |

| 14 |  | 8 | 7 |

| 26 |

| 14 |  | 6 | 9 |

| 25 | 5 |

| 15 |  | 8 | 6 |

| 24 | 6 |

| 13 | 2 | 8 |  | 6 |

| 26 |